# Haiyti
Ronja Zschoche, mieux connue sous le nom de scène Haiyti, est une musicienne allemande de pop.

## Biographie
Ronja Zschoche grandit dans les quartiers de Langenhorn et de St. Pauli à Hambourg. Sa mère élève seule ses enfants et travaille d'abord comme chauffeuse de taxi, puis comme professeure dans une école de musique, et son père est le musicien et producteur croate Guido Mineo alias Vitale. Son grand-père est le scénariste et réalisateur Herrmann Zschoche, sa grand-mère l'actrice de cinéma Jutta Hoffmann. À l'âge de « 13 ou 14 ans », elle découvre son intérêt pour les rimes en lisant des poèmes de Theodor Fontane. Malgré l'absence de baccalauréat, Zschoche commence alors des études dans une école d'art où les professeurs lui prédisent une carrière d'artiste.
Adolescente, elle entre en contact avec la scène hip-hop, et fait ses premiers essais comme rappeuse. Parmi ses premières influences, on trouve les rappeurs underground GPC, 4.9.0 Friedhof Chiller ainsi que One Take One Hit. À cela s'ajoutent des influences du dirty south comme Three 6 Mafia et Gucci Mane. D'abord active sous le nom de Miami, elle change rapidement pour, entre autres, Rendezvous, Ovadoze et Robbery, puis s'appelle Haiyti. En 2015, son premier album Havarie sort en autoproduction, mais fait un flop. Elle connaît un succès d'estime avec la vidéo YouTube Szeneviertel,.
En début 2016, la mixtape gratuite City Tarif sort. Suivent des featurings sur les albums et mixtapes de YSL Know Plug, The Coup (Xatar et Haftbefehl), LGoony, Juicy Gay ainsi que Frauenarzt. L'EP Toxic suit, en collaboration avec le collectif KitschKrieg. Fin 2016 sort la mixtape Nightliner, qui la fait rapidement connaître dans la presse grand public,,. Le magazine hip-hop Juice classe le single Ein Messer à la 5e place et la mixtape City Tarif à la 4e place de son palmarès annuel 2016.
En octobre 2017, Haiyti et Universal Music Group signent un contrat de distribution. Son album Montenegro Zero sort le 12 janvier 2018 et atteint la 25e place des charts allemands, ce qui représente le premier classement de Haiyti. Le 7 juin 2019, elle sort son troisième album studio, Perroquet. Le 16 juin 2019, son clip pour le titre Coco Chanel sort. Le tournage a lieu, entre autres, dans la villa Ibiza. La réalisation est assurée par l'artiste Paul Spengemann et le cinéaste Steffen Goldkamp, qui, comme Haiyti, a étudié à la Hochschule für bildende Kunst de Hambourg.
En avril 2020, Haiyti sort le single Photoshoot, dont le beat produit par Project X est comparé au trap d'Atlanta par la station de webradio ByteFM. Le 28 octobre 2022, son huitième album solo Ich lach mich tot sort. Presque un an plus tard, le 20 octobre 2023, elle sort son neuvième album solo, Junky. Il est suivi de Kings sagen King le 14 juin 2024 et de Stadium Rock le 7 mars 2025.

## Discographie partielle

### Albums studio
- 2015 : Havarie (auto-production)
- 2018 : Montenegro Zero (Universal, Vertigo Records) (25e place en Allemagne[16])
- 2019 : Perroquet (Universal, Vertigo Records)
- 2020 : Sui Sui (Warner) (34e place en Allemagne[16])
- 2020 : Influencer (Warner)
- 2021 : Mieses Leben (Hayati Records, Urban)
- 2022 : Speed Date (Hayati Records, Urban) (99e place en Allemagne[16])
- 2022 : Ich lach mich tot (Hayati Records)
- 2022 : Junky (Hayati Records)
- 2024 : Kings sagen King (Hayati Records)
- 2025 : Stadium Rock (Hayati Records)

### Compilation
- 2023 : Speed Up Vol. 1 (Hayati Records)

### Mixtapes
- 2016 : City Tarif (Nightliner)
- 2017 : Follow mich nicht (Hayati Records)
- 2018 : ATM (Vertigo Records)

### EP
- 2015 : Drop in Musik
- 2016 : Toxic (SoulForce Records) (avec KitschKrieg)
- 2017 : Jango EP (Kabul Fire Records) (avec Die Achse)
- 2017 : White Girl mit Luger (Hayati Records)
- 2018 : Montenegro Zero (Universal, Vertigo Records)
- 2019 : Sansibar (Universal, Vertigo Records)

## Distinctions
- 2018 : Echoverleihung : Kritikerpreis national pour Montenegro Zero.
- 2021 : Deutscher Musikautorenpreis : Catégorie « hip-hop lyrique » (Text Hip-Hop)[17].